# Mads Juel Andersen
Pour les articles homonymes, voir Mads Andersen et Andersen.
Mads Juel Andersen, né le 27 décembre 1997 à Albertslund au Danemark, est un footballeur danois qui évolue au poste de défenseur central à Luton Town.

## Biographie

### Débuts professionnels
Né à Albertslund au Danemark, Mads Juel Andersen est formé au Brøndby IF. Le 25 novembre 2015, à 18 ans, il signe un nouveau contrat avec la promesse d'être intégré à l'équipe première à l'été suivant. Il débute toutefois en professionnel au HB Køge, en deuxième division danoise, où il est prêté lors de la saison 2016-2017. Il y joue un total de 28 matchs pour deux buts inscrits.
Il fait ensuite son retour à Brøndby mais n'y a pas davantage sa chance, ne jouant qu'un seul match, le 20 septembre 2017, contre le Ledøje-Smørum Fodbold (en) en coupe du Danemark. Il est titularisé et son équipe l'emporte par deux buts à un.

### AC Horsens
Le 27 septembre 2017, est annoncé le transfert de Mads Juel Andersen à l'AC Horsens. C'est avec ce club qu'il découvre la Superligaen, l'élite du football danois. Il joue son premier match le 9 février 2018 face au FC Midtjylland. Il est titularisé lors de cette rencontre perdue par son équipe (0-2 score final).

### Barnsley FC
Le 21 juin 2019, est annoncé le transfert de Mads Juel Andersen au Barnsley FC, où il signe un contrat de quatre ans. Il joue son premier match sous ses nouvelles couleurs le 3 août 2019, lors de la première journée de la saison 2019-2020 de Championship face au Fulham FC. Il est titularisé en défense centrale ce jour-là, et son équipe l'emporte par un but à zéro.
Le 27 janvier 2021, Andersen inscrit son premier but pour Barnsley, à l'occasion d'une rencontre de championnat contre Cardiff City. Titularisé, il ouvre le score de la tête, et les deux équipes se neutralisent (2-2).

### Luton Town
Le 3 juillet 2023, Mads Juel Andersen s'engage en faveur de Luton Town, tout juste promu en première division anglaise.